# Blue October
Blue October é um grupo de rock oriundo de Houston, Estados Unidos. A banda formou-se em 1996. O quinteto é formado por Ryan Delahoussaye no violino, CB Hudson na guitarra, Matt Noveskey, o resto da banda se completa pelos irmãos Jeremy Furstenfeld na bateria e Justin Furnstenfeld nos vocais. O Blue October teve um desempenho modesto nos dois primeiros álbuns o The Aswers de 1998 e o Consent To Treatment de 2000. Foi com History For A Sale, lançado em 2003 que a carreira da banda parecia tomar um rumo crescente. Tudo graças à inclusão de uma das músicas na trilha sonora do filme American Pie. A faixa era “Calling You”. Com essa grande divulgação a banda começou a acumular admiradores de diversas partes dos Estados Unidos.
Três anos depois veio a consolidação. Chegam as lojas Foiled, até então o maior sucesso comercial do grupo. Nos primeiros oito meses foram vendidas mais de 500.000 cópias e ganharam disco de platina na terra do Tio Sam, alcançando o segundo lugar da parada de Modern Rock da Billboard. Impulsionado pelo hit “Hate Me” que invadiu as rádios de diversas partes do mundo incluindo Europa e Brasil. Deste álbum também saíram “Into The Ocean” e “X Amount of Words”. Sobre o álbum o vocalista Justin comenta: “Queríamos fazer um álbum como sempre sonhamos”. E ele vai mais longe. “Nós temos um som eclético, sendo nas baladas ou no rock direto. Sempre nos certificamos de que o rock que fazemos seja o mais pesado do que possa ser eventualmente. Queríamos soar tão pesado quanto os Deftones”.

## Histórico

### Primeiros anos
O Blue October foi formado pelo vocalista / compositor / guitarrista Justin Furstenfeld, seu irmão Jeremy e o multi-instrumentista Ryan Delahoussaye. A banda foi descoberta pelo ex-diretor Kid Rock Michael Rand se apresentando no Atchafalaya River Cafe em Houston em 1998. Sua agência começou a reservar mais de 350 datas no grupo sem assinatura. Publicidade extensa e desenvolvimento do artista foi arregimentada. Este trabalho acabou levando Michael a trazer a banda para o CEO do Universal Music Group, Doug Morris, sob a direção de Reen Nalli, representante da A & R. O grupo mudou-se para San Marcos, Texas, em dezembro de 1996, e foi contratado pela Universal Records em 1999.

### As respostas
Administrado pelos pais de Justin e Jeremy sob o nome RoDan Entertainment, o Blue October lançou seu primeiro álbum,   The Answers , em 1998; uma estreia bem recebida que vendeu mais de 5.000 cópias somente em Houston.

## Discografia

### Álbuns

#### Estúdio
- 1998 The Answers
- 2000 Consent to Treatment
- 2003 History for Sale
- 2006 Foiled
- 2009 Approaching Normal
- 2011 Any Man In America
- 2014 Sway
- 2016 Home
- 2018 I Hope You're Happy

#### Live
- 2004 Argue with a Tree...
- 2007 Foiled for the Last Time
- 2011 Ugly Side: An Acoustic Evening With Blue October
- 2015 Things We Do At Night (Live From Texas 2015 )

### Singles
- 2006 "Hate Me" (álbum Foiled)
- 2006 "Into the Ocean" (álbum Foiled)
- 2007 "Calling You" (álbum Foiled for the Last Time)
- 2008 "Dirt Room" (álbum "Approaching Normal")